# Chen Quan
Chen Quan (chiń. upr. 陈全; chiń. trad. 陳全; pinyin Chén Quán) ur. w 1963 r. w Suining w prowincji Syczuan (Chiny) – pilot wojskowy, chiński astronauta.
Przed zakwalifikowaniem się do grupy astronautów dowodził pułkiem lotnictwa w Chińskiej Armii Ludowo-Wyzwoleńczej.
1 stycznia 1998 został wybrany do pierwszej grupy chińskich astronautów (Chiny grupa 1) przewidzianych do lotów załogowych na statkach kosmicznych typu Shenzhou. Kandydowało do niej ponad 1500 pilotów wojskowych Chińskiej Armii Ludowo-Wyzwoleńczej.
Chen Quan należał do załogi rezerwowej Shenzhou 7, który poleciał w kosmos we wrześniu 2008.